# Athalia liberta
Athalia liberta är en stekelart som först beskrevs av Johann Christoph Friedrich Klug 1815.  Athalia liberta ingår i släktet Athalia, och familjen bladsteklar. Enligt den finländska rödlistan är arten sårbar i Finland. Det är osäkert om arten förekommer i Sverige. Artens livsmiljö är fuktiga gräsmarker, dikesrenar.